# تشيستر دي. هابارد
تشيستر دي. هابارد هو سياسي أمريكي، ولد في 25 نوفمبر 1814 في هامدن في الولايات المتحدة، وتوفي في 23 أغسطس 1891 في ويلينغ في الولايات المتحدة. نشط حزبياً في الحزب الجمهوري. وقد انتخب عضو مجلس ولاية فيرجينيا الغربية ‏ وانتخب عضو مجلس النواب الأمريكي ‏.